# قراوة بني زيد
قراوة بني زيد هي قرية فلسطينية تقع في الضفة الغربية ضمن المنطقة «أ» التي تسيطر عليها السلطة الفلسطينية. وتتبع محافظة رام الله والبيرة وقعت تحت الاحتلال الإسرائيلي في حرب 1967. تبعد عن مدينة رام الله 18 كيلومتراً إلى الشمال الغربي منها، ويعمل غالبية سكانها في الوظائف وبعضهم في الصناعة والزراعة والحرف. وفقًا للجهاز المركزي للإحصاء الفلسطيني ، بلغ عدد سكان قرية قراوة بني زيد 3415 نسمة في عام 2017. يقع بالقرب من مسجد القرية بقايا بركة رومانية ، على عمق حوالي 60 متراً تحت الأرض.

## تسميتها
سميت قراوة بني زيد نسبة إلى قبيلة بني زيد العربية التي استقرت في البلدة بعد انتصار المسلمين الأيوبيين على الصليبيين في عام 1187. يأتي جزء "القراوة" من الاسم من الكلمة العربية قرآن ، والتي تعني "النقطة المركزية"، والتي نشأت من الموقع بين المدن الرئيسية نابلس وأريحا والقدس. هناك أيضًا تكهنات بأن الاسم يأتي من كلمة Qira، والتي تعني "المكان الذي يحترم الضيوف". وفقًا لبالمر، فإن الاسم يعني "مدن ابن زيد، في منطقة بني زيد".

## موقعها
وتقع قراوة بني زيد على بعد 18.1 كيلومتر (11.2 mi) شمال غرب رام الله. ويحدها من الشرق والجنوب بني زيد الشرقية ، ومن الشمال فرخة وبروقين ، ومن الغرب كفرعين.

## تاريخها
تم العثور في القرية على قطع خزفية من العصر الأول والثاني والفارسي والهلنستي والروماني والبيزنطي والصليبي / الأيوبي والمملوكي.

#### العصر العثماني
وفي عام 1517م دخلت القرية ضمن الإمبراطورية العثمانية مع بقية فلسطين ، وفي سجلات الضرائب لعام 1596 ظهرت باسم قراوة ، وتقع في ناحية القدس في سنجق متصرفية القدس . بلغ عدد السكان 32 أسرة، جميعهم مسلمون. كانوا يدفعون معدل ضريبة قدره 33.3% على المنتجات الزراعية، والتي شملت القمح والشعير وأشجار الزيتون وكروم العنب وأشجار الفاكهة والإيرادات العرضية والماعز وخلايا النحل؛ بإجمالي 24000 أكجة. تم العثور أيضًا على قطع فخارية من العصر العثماني المبكر. في عام 1838، وُصفت بأنها قرية إسلامية، تُدعى "قراوة"، في قضاء بني زيد، شمال القدس.
في عام 1869، وجد فيكتور جورين أن عدد سكان القرية يبلغ 300 نسمة. كما لاحظ أيضًا جزءًا من عمود قديم.
أظهرت قائمة رسمية للقرى العثمانية تعود إلى عام 1870 تقريبًا أن قرية قراوة كان بها 48 منزلًا ويبلغ عدد سكانها 200 نسمة، على الرغم من أن تعداد السكان شمل الرجال فقط. في عام 1882، وصف مسح فلسطين الغربية الذي أجرته مؤسسة أبحاث فلسطين (PEF) بأنها "قرية صغيرة على تل، بها مقابر قديمة وخزان، محاطة بأشجار الزيتون". في عام 1896 قُدِّر عدد السكان بحوالي 312 شخصًا.

#### عصر الانتداب البريطاني
في تعداد فلسطين عام 1922 ، الذي أجرته سلطات الانتداب البريطاني ، بلغ عدد سكان قرية قراوة بني زيد 274 مسلمًا، وارتفع في تعداد عام 1931 إلى 394، وكلهم مسلمون، في إجمالي 88 منزلًا. وفي إحصاءات عام 1945 بلغ عدد السكان 500 مسلم، بينما بلغت المساحة الإجمالية للأرض 5100 دونم، وذلك حسب مسح رسمي للأراضي والسكان. ومن هذه المساحة، تم تخصيص 3,421 دونمًا للمزارع والأراضي القابلة للري، و219 دونمًا للحبوب، بينما تم تصنيف 21 دونمًا كمناطق مبنية.

#### الحكم الأردني
في أعقاب الاحتلال الإسرائيلي عام 1948، وبعد اتفاقيات الهدنة عام 1949 ، أصبحت قرى بني زيد تحت الحكم الأردني. وجد التعداد الأردني لعام 1961 أن عدد سكان قراوة بني زيد هو 928 نسمة.

#### ما بعد عام 1967
منذ حرب الأيام الستة عام 1967، أصبحت قرى بني زيد تحت الاحتلال الإسرائيلي.
بعد اتفاقيات عام 1995 ، تم تصنيف 99.7% من أراضي القرية ضمن المنطقة أ، والباقي 0.3% ضمن المنطقة ب. اعتبارًا من عام 2004، لم تُعقد أي انتخابات في القرية، ولكن لديها مجلس قرية يضم ممثلين من كل عائلة يختارون بعد ذلك رئيسًا للبلدية. حوالي 70% من سكان القرية يؤيدون حزب الشعب الفلسطيني (الحزب الشيوعي)، أما الباقي فيؤيدون فتح أو حماس أو الجبهة الشعبية لتحرير فلسطين. حوالي 60٪ من القوى العاملة عاطلة عن العمل.

## اقتصاد
القطاعات الاقتصادية الرئيسية في قراوة بني زيد هي الزراعة والصناعات التقليدية. تبلغ مساحة أراضي القرية حوالي 8000 دونم، 30% منها عبارة عن مناطق مبنية، و30% أخرى مزروعة بالمحاصيل أو البساتين، أما الـ 40% المتبقية فهي عبارة عن أراضٍ غير مستغلة أو طرق. المحاصيل الرئيسية التي تزرع هي العدس والخضروات والزعتر والمريمية. كما يتم زراعة العنب وبساتين الزيتون والتين في أراضي القرية. تشمل الصناعات التقليدية نسج السلال من خشب الزيتون، وصناعة الصوف والجلود، وتصنيع الأغذية، وخاصة الجبن.
حوالي 60% من سكان القرية العاملين عاطلون عن العمل. إن 40% من العاملين يعملون في الغالب في الزراعة أو التجارة البسيطة أو التدريس. ومع ذلك، يعمل بعض السكان في مكاتب حكومية في رام الله. يوجد في قراوة بني زيد مسجدان وحمام ومكتبة ونادي اجتماعي للمراهقين ونادي نسائي.

## مؤسساتها
قراوة بني زيد يحكمها مجلس بلدي. لا يتم إجراء انتخابات؛ بل يقوم المجلس، الذي يضم ممثلين عن العائلات البارزة في القرية- باختيار رئيس البلدية. الفصيل السياسي الرئيسي هو حزب الشعب الفلسطيني، وفتح وحماس والجبهة الشعبية لتحرير فلسطين لها نفوذ ضئيل في القرية.